# Tetrapodophis
Il tetrapodofide (Tetrapodophis amplectus) è un serpente estinto vissuto nel Cretaceo inferiore, nell'odierno Brasile. È uno dei serpenti più antichi nonché l'unico a possedere quattro zampe. Il nome generico, tradotto dal greco antico, significa letteralmente "serpente a quattro zampe". 

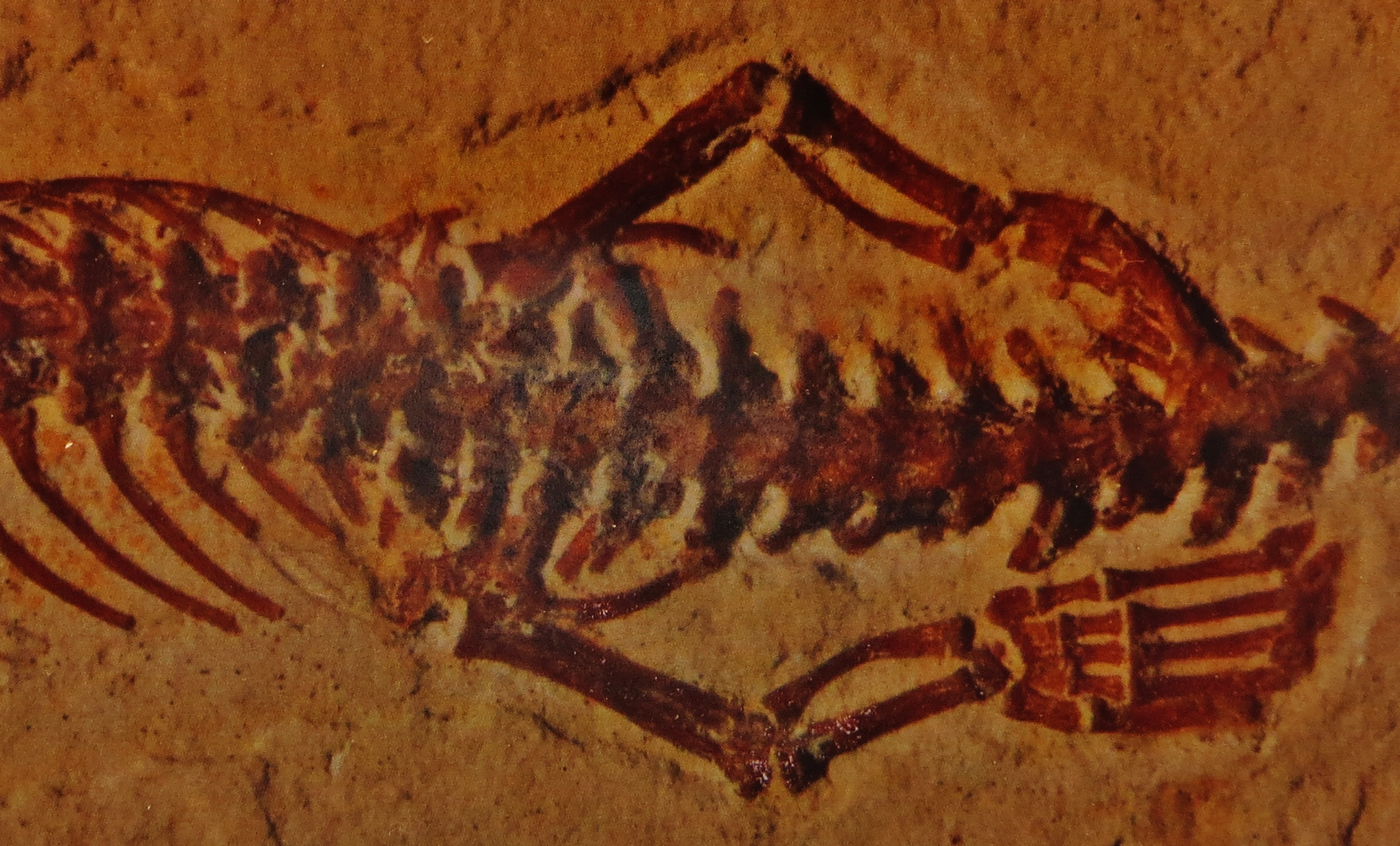
Particolare delle zampe posteriori di Tetrapodophis amplectus

La specie tipo T. amplectus, è stata descritta nel 2015, sulla base di uno scheletro completo (BMMS BK 2-2), conservatosi in una lastra calcarea, esposta al Bürgmeister Müller Museum di Solnhofen, in Germania, dove era catalogato come "fossile sconosciuto", fino a quando il team di paleontologi capeggiato da David Martill non ne ha capito l'importanza. L'esame del fossile rivelò che si trattava di un fossile risalente al Cretaceo inferiore e riconducibile alla Formazione Crato a Ceará, in Brasile.

## Descrizione
Tetrapodophis possedeva delle piccole ma ben sviluppate zampe, sia anteriori sia posteriori, una caratteristica assente in tutti i serpenti conosciuti viventi o estinti. Tuttavia condivideva molte caratteristiche con i serpenti moderni, tra cui un corpo allungato, coda corta, pancia larga, un cranio tozzo e lungo, mascelle ricurve e lunghi denti uncinati. Un'altra caratteristica sorprendente del fossile è data dalla scoperta di un altro piccolo animale all'interno del serpente, probabilmente un piccolo mammifero, dimostrando che Tetrapodophis era un carnivoro come la maggior parte degli altri serpenti. 

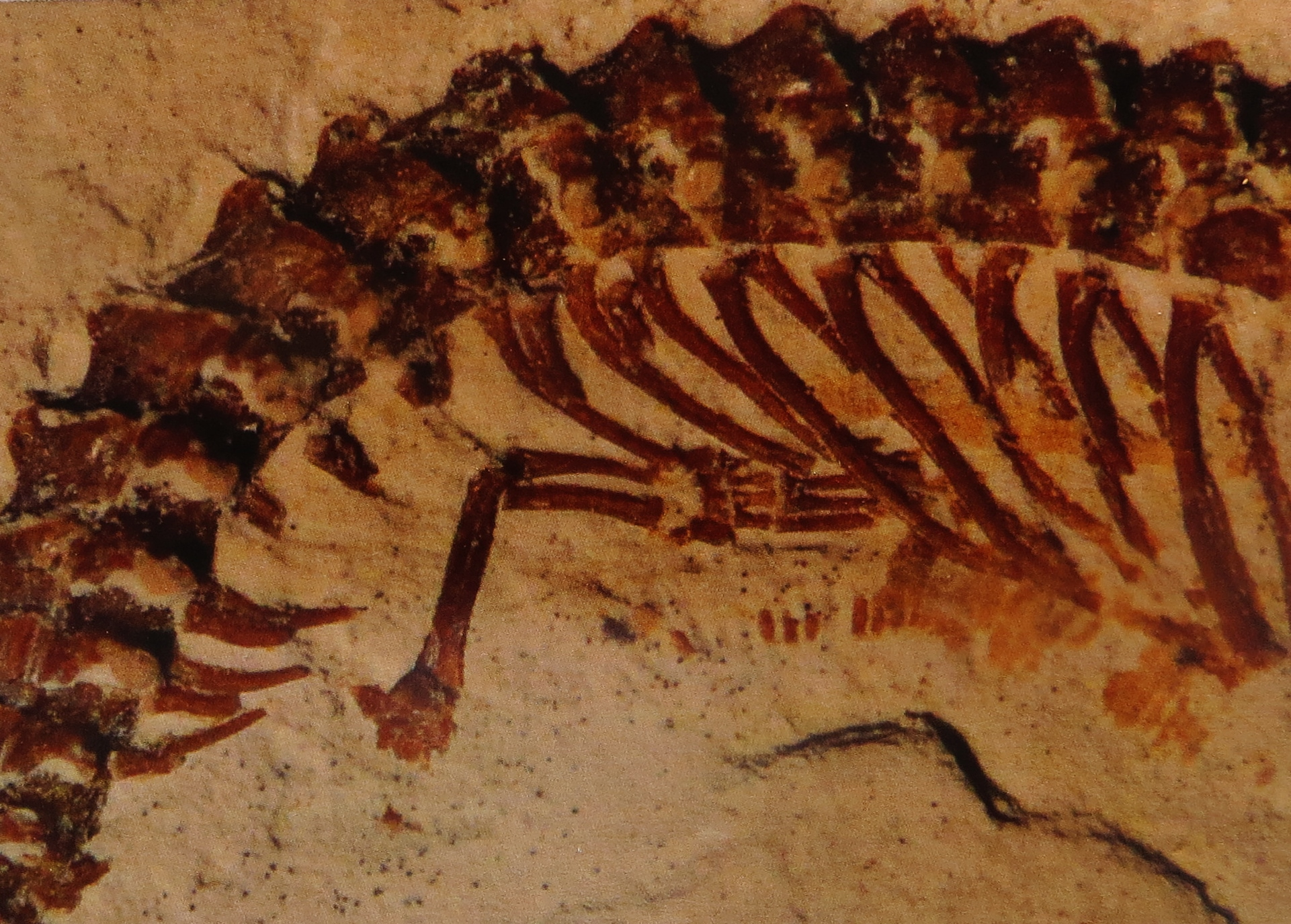
Particolare delle zampe anteriori di Tetrapodophis amplectus

La morfologia di questo animale indica che i serpenti si sono evoluti da forme simili. Uno studio approfondito sulle vertebre di Tetrapodophis indicano che si trattava di un animale scavatore, sostenendo l'ipotesi che i serpenti si siano evoluti da forme terrestri e non da forme acquatiche come si era pensato un tempo. L'elevato numero di vertebre, inoltre, dimostra che animali come Tetrapodophis e i moderni serpenti non hanno eliminato le zampe per favorire una locomozione serpentina più agiata, ma per il processo di costrizione, che è un comportamento unico dei serpenti.

## Classificazione
Un'analisi filogenetica pubblicata insieme alla descrizione ufficiale del fossile, nel 2015, pone Tetrapodophis come un parente stretto di altri primitivi serpenti come Coniophis, Dinilysia e Najash, ma al di fuori del gruppo di corona Serpentes.
|  | Tetrapodophis amplectus |
|  |                         |
|  | Coniophis precedens     |
|  |                         |

|  | Haasiophis terrasanctus                                                              |
|  |                                                                                      |
|  | \| \| Eupodophis descouensi \| \| \| \| \| \| Pachyrhachis problematicus \| \| \| \| |
|  |                                                                                      |
|  | Eupodophis descouensi                                                                |
|  |                                                                                      |
|  | Pachyrhachis problematicus                                                           |
|  |                                                                                      |

|  | Eupodophis descouensi      |
|  |                            |
|  | Pachyrhachis problematicus |
|  |                            |

|  | Haasiophis terrasanctus                                                              |
|  |                                                                                      |
|  | \| \| Eupodophis descouensi \| \| \| \| \| \| Pachyrhachis problematicus \| \| \| \| |
|  |                                                                                      |
|  | Eupodophis descouensi                                                                |
|  |                                                                                      |
|  | Pachyrhachis problematicus                                                           |
|  |                                                                                      |

|  | Eupodophis descouensi      |
|  |                            |
|  | Pachyrhachis problematicus |
|  |                            |

|  | Haasiophis terrasanctus                                                              |
|  |                                                                                      |
|  | \| \| Eupodophis descouensi \| \| \| \| \| \| Pachyrhachis problematicus \| \| \| \| |
|  |                                                                                      |
|  | Eupodophis descouensi                                                                |
|  |                                                                                      |
|  | Pachyrhachis problematicus                                                           |
|  |                                                                                      |

|  | Eupodophis descouensi      |
|  |                            |
|  | Pachyrhachis problematicus |
|  |                            |

|  | Haasiophis terrasanctus                                                              |
|  |                                                                                      |
|  | \| \| Eupodophis descouensi \| \| \| \| \| \| Pachyrhachis problematicus \| \| \| \| |
|  |                                                                                      |
|  | Eupodophis descouensi                                                                |
|  |                                                                                      |
|  | Pachyrhachis problematicus                                                           |
|  |                                                                                      |

|  | Eupodophis descouensi      |
|  |                            |
|  | Pachyrhachis problematicus |
|  |                            |

|  | Haasiophis terrasanctus                                                              |
|  |                                                                                      |
|  | \| \| Eupodophis descouensi \| \| \| \| \| \| Pachyrhachis problematicus \| \| \| \| |
|  |                                                                                      |
|  | Eupodophis descouensi                                                                |
|  |                                                                                      |
|  | Pachyrhachis problematicus                                                           |
|  |                                                                                      |

|  | Eupodophis descouensi      |
|  |                            |
|  | Pachyrhachis problematicus |
|  |                            |

|  | Haasiophis terrasanctus                                                              |
|  |                                                                                      |
|  | \| \| Eupodophis descouensi \| \| \| \| \| \| Pachyrhachis problematicus \| \| \| \| |
|  |                                                                                      |
|  | Eupodophis descouensi                                                                |
|  |                                                                                      |
|  | Pachyrhachis problematicus                                                           |
|  |                                                                                      |

|  | Eupodophis descouensi      |
|  |                            |
|  | Pachyrhachis problematicus |
|  |                            |

|  | Haasiophis terrasanctus                                                              |
|  |                                                                                      |
|  | \| \| Eupodophis descouensi \| \| \| \| \| \| Pachyrhachis problematicus \| \| \| \| |
|  |                                                                                      |
|  | Eupodophis descouensi                                                                |
|  |                                                                                      |
|  | Pachyrhachis problematicus                                                           |
|  |                                                                                      |

|  | Eupodophis descouensi      |
|  |                            |
|  | Pachyrhachis problematicus |
|  |                            |

|  | Haasiophis terrasanctus                                                              |
|  |                                                                                      |
|  | \| \| Eupodophis descouensi \| \| \| \| \| \| Pachyrhachis problematicus \| \| \| \| |
|  |                                                                                      |
|  | Eupodophis descouensi                                                                |
|  |                                                                                      |
|  | Pachyrhachis problematicus                                                           |
|  |                                                                                      |

|  | Eupodophis descouensi      |
|  |                            |
|  | Pachyrhachis problematicus |
|  |                            |

|  | Haasiophis terrasanctus                                                              |
|  |                                                                                      |
|  | \| \| Eupodophis descouensi \| \| \| \| \| \| Pachyrhachis problematicus \| \| \| \| |
|  |                                                                                      |
|  | Eupodophis descouensi                                                                |
|  |                                                                                      |
|  | Pachyrhachis problematicus                                                           |
|  |                                                                                      |

|  | Eupodophis descouensi      |
|  |                            |
|  | Pachyrhachis problematicus |
|  |                            |

|  | Haasiophis terrasanctus                                                              |
|  |                                                                                      |
|  | \| \| Eupodophis descouensi \| \| \| \| \| \| Pachyrhachis problematicus \| \| \| \| |
|  |                                                                                      |
|  | Eupodophis descouensi                                                                |
|  |                                                                                      |
|  | Pachyrhachis problematicus                                                           |
|  |                                                                                      |

|  | Eupodophis descouensi      |
|  |                            |
|  | Pachyrhachis problematicus |
|  |                            |

|  | Haasiophis terrasanctus                                                              |
|  |                                                                                      |
|  | \| \| Eupodophis descouensi \| \| \| \| \| \| Pachyrhachis problematicus \| \| \| \| |
|  |                                                                                      |
|  | Eupodophis descouensi                                                                |
|  |                                                                                      |
|  | Pachyrhachis problematicus                                                           |
|  |                                                                                      |

|  | Eupodophis descouensi      |
|  |                            |
|  | Pachyrhachis problematicus |
|  |                            |

|  | Haasiophis terrasanctus                                                              |
|  |                                                                                      |
|  | \| \| Eupodophis descouensi \| \| \| \| \| \| Pachyrhachis problematicus \| \| \| \| |
|  |                                                                                      |
|  | Eupodophis descouensi                                                                |
|  |                                                                                      |
|  | Pachyrhachis problematicus                                                           |
|  |                                                                                      |

|  | Eupodophis descouensi      |
|  |                            |
|  | Pachyrhachis problematicus |
|  |                            |

|  | Haasiophis terrasanctus                                                              |
|  |                                                                                      |
|  | \| \| Eupodophis descouensi \| \| \| \| \| \| Pachyrhachis problematicus \| \| \| \| |
|  |                                                                                      |
|  | Eupodophis descouensi                                                                |
|  |                                                                                      |
|  | Pachyrhachis problematicus                                                           |
|  |                                                                                      |

|  | Eupodophis descouensi      |
|  |                            |
|  | Pachyrhachis problematicus |
|  |                            |

|  | Haasiophis terrasanctus                                                              |
|  |                                                                                      |
|  | \| \| Eupodophis descouensi \| \| \| \| \| \| Pachyrhachis problematicus \| \| \| \| |
|  |                                                                                      |
|  | Eupodophis descouensi                                                                |
|  |                                                                                      |
|  | Pachyrhachis problematicus                                                           |
|  |                                                                                      |

|  | Eupodophis descouensi      |
|  |                            |
|  | Pachyrhachis problematicus |
|  |                            |

|  | Haasiophis terrasanctus                                                              |
|  |                                                                                      |
|  | \| \| Eupodophis descouensi \| \| \| \| \| \| Pachyrhachis problematicus \| \| \| \| |
|  |                                                                                      |
|  | Eupodophis descouensi                                                                |
|  |                                                                                      |
|  | Pachyrhachis problematicus                                                           |
|  |                                                                                      |

|  | Eupodophis descouensi      |
|  |                            |
|  | Pachyrhachis problematicus |
|  |                            |

|  | Haasiophis terrasanctus                                                              |
|  |                                                                                      |
|  | \| \| Eupodophis descouensi \| \| \| \| \| \| Pachyrhachis problematicus \| \| \| \| |
|  |                                                                                      |
|  | Eupodophis descouensi                                                                |
|  |                                                                                      |
|  | Pachyrhachis problematicus                                                           |
|  |                                                                                      |

|  | Eupodophis descouensi      |
|  |                            |
|  | Pachyrhachis problematicus |
|  |                            |

|  | Haasiophis terrasanctus                                                              |
|  |                                                                                      |
|  | \| \| Eupodophis descouensi \| \| \| \| \| \| Pachyrhachis problematicus \| \| \| \| |
|  |                                                                                      |
|  | Eupodophis descouensi                                                                |
|  |                                                                                      |
|  | Pachyrhachis problematicus                                                           |
|  |                                                                                      |

|  | Eupodophis descouensi      |
|  |                            |
|  | Pachyrhachis problematicus |
|  |                            |

|  | Haasiophis terrasanctus                                                              |
|  |                                                                                      |
|  | \| \| Eupodophis descouensi \| \| \| \| \| \| Pachyrhachis problematicus \| \| \| \| |
|  |                                                                                      |
|  | Eupodophis descouensi                                                                |
|  |                                                                                      |
|  | Pachyrhachis problematicus                                                           |
|  |                                                                                      |

|  | Eupodophis descouensi      |
|  |                            |
|  | Pachyrhachis problematicus |
|  |                            |

|  | Haasiophis terrasanctus                                                              |
|  |                                                                                      |
|  | \| \| Eupodophis descouensi \| \| \| \| \| \| Pachyrhachis problematicus \| \| \| \| |
|  |                                                                                      |
|  | Eupodophis descouensi                                                                |
|  |                                                                                      |
|  | Pachyrhachis problematicus                                                           |
|  |                                                                                      |

|  | Eupodophis descouensi      |
|  |                            |
|  | Pachyrhachis problematicus |
|  |                            |

|  | Haasiophis terrasanctus                                                              |
|  |                                                                                      |
|  | \| \| Eupodophis descouensi \| \| \| \| \| \| Pachyrhachis problematicus \| \| \| \| |
|  |                                                                                      |
|  | Eupodophis descouensi                                                                |
|  |                                                                                      |
|  | Pachyrhachis problematicus                                                           |
|  |                                                                                      |

|  | Eupodophis descouensi      |
|  |                            |
|  | Pachyrhachis problematicus |
|  |                            |

|  | Haasiophis terrasanctus                                                              |
|  |                                                                                      |
|  | \| \| Eupodophis descouensi \| \| \| \| \| \| Pachyrhachis problematicus \| \| \| \| |
|  |                                                                                      |
|  | Eupodophis descouensi                                                                |
|  |                                                                                      |
|  | Pachyrhachis problematicus                                                           |
|  |                                                                                      |

|  | Eupodophis descouensi      |
|  |                            |
|  | Pachyrhachis problematicus |
|  |                            |

|  | Haasiophis terrasanctus                                                              |
|  |                                                                                      |
|  | \| \| Eupodophis descouensi \| \| \| \| \| \| Pachyrhachis problematicus \| \| \| \| |
|  |                                                                                      |
|  | Eupodophis descouensi                                                                |
|  |                                                                                      |
|  | Pachyrhachis problematicus                                                           |
|  |                                                                                      |

|  | Eupodophis descouensi      |
|  |                            |
|  | Pachyrhachis problematicus |
|  |                            |

|  | Haasiophis terrasanctus                                                              |
|  |                                                                                      |
|  | \| \| Eupodophis descouensi \| \| \| \| \| \| Pachyrhachis problematicus \| \| \| \| |
|  |                                                                                      |
|  | Eupodophis descouensi                                                                |
|  |                                                                                      |
|  | Pachyrhachis problematicus                                                           |
|  |                                                                                      |

|  | Eupodophis descouensi      |
|  |                            |
|  | Pachyrhachis problematicus |
|  |                            |

|  | Haasiophis terrasanctus                                                              |
|  |                                                                                      |
|  | \| \| Eupodophis descouensi \| \| \| \| \| \| Pachyrhachis problematicus \| \| \| \| |
|  |                                                                                      |
|  | Eupodophis descouensi                                                                |
|  |                                                                                      |
|  | Pachyrhachis problematicus                                                           |
|  |                                                                                      |

|  | Eupodophis descouensi      |
|  |                            |
|  | Pachyrhachis problematicus |
|  |                            |

|  | Haasiophis terrasanctus                                                              |
|  |                                                                                      |
|  | \| \| Eupodophis descouensi \| \| \| \| \| \| Pachyrhachis problematicus \| \| \| \| |
|  |                                                                                      |
|  | Eupodophis descouensi                                                                |
|  |                                                                                      |
|  | Pachyrhachis problematicus                                                           |
|  |                                                                                      |

|  | Eupodophis descouensi      |
|  |                            |
|  | Pachyrhachis problematicus |
|  |                            |

|  | Haasiophis terrasanctus                                                              |
|  |                                                                                      |
|  | \| \| Eupodophis descouensi \| \| \| \| \| \| Pachyrhachis problematicus \| \| \| \| |
|  |                                                                                      |
|  | Eupodophis descouensi                                                                |
|  |                                                                                      |
|  | Pachyrhachis problematicus                                                           |
|  |                                                                                      |

|  | Eupodophis descouensi      |
|  |                            |
|  | Pachyrhachis problematicus |
|  |                            |

|  | Haasiophis terrasanctus                                                              |
|  |                                                                                      |
|  | \| \| Eupodophis descouensi \| \| \| \| \| \| Pachyrhachis problematicus \| \| \| \| |
|  |                                                                                      |
|  | Eupodophis descouensi                                                                |
|  |                                                                                      |
|  | Pachyrhachis problematicus                                                           |
|  |                                                                                      |

|  | Eupodophis descouensi      |
|  |                            |
|  | Pachyrhachis problematicus |
|  |                            |

|  | Haasiophis terrasanctus                                                              |
|  |                                                                                      |
|  | \| \| Eupodophis descouensi \| \| \| \| \| \| Pachyrhachis problematicus \| \| \| \| |
|  |                                                                                      |
|  | Eupodophis descouensi                                                                |
|  |                                                                                      |
|  | Pachyrhachis problematicus                                                           |
|  |                                                                                      |

|  | Eupodophis descouensi      |
|  |                            |
|  | Pachyrhachis problematicus |
|  |                            |

|  | Haasiophis terrasanctus                                                              |
|  |                                                                                      |
|  | \| \| Eupodophis descouensi \| \| \| \| \| \| Pachyrhachis problematicus \| \| \| \| |
|  |                                                                                      |
|  | Eupodophis descouensi                                                                |
|  |                                                                                      |
|  | Pachyrhachis problematicus                                                           |
|  |                                                                                      |

|  | Eupodophis descouensi      |
|  |                            |
|  | Pachyrhachis problematicus |
|  |                            |

|  | Haasiophis terrasanctus                                                              |
|  |                                                                                      |
|  | \| \| Eupodophis descouensi \| \| \| \| \| \| Pachyrhachis problematicus \| \| \| \| |
|  |                                                                                      |
|  | Eupodophis descouensi                                                                |
|  |                                                                                      |
|  | Pachyrhachis problematicus                                                           |
|  |                                                                                      |

|  | Eupodophis descouensi      |
|  |                            |
|  | Pachyrhachis problematicus |
|  |                            |

|  | Haasiophis terrasanctus                                                              |
|  |                                                                                      |
|  | \| \| Eupodophis descouensi \| \| \| \| \| \| Pachyrhachis problematicus \| \| \| \| |
|  |                                                                                      |
|  | Eupodophis descouensi                                                                |
|  |                                                                                      |
|  | Pachyrhachis problematicus                                                           |
|  |                                                                                      |

|  | Eupodophis descouensi      |
|  |                            |
|  | Pachyrhachis problematicus |
|  |                            |

|  | Haasiophis terrasanctus                                                              |
|  |                                                                                      |
|  | \| \| Eupodophis descouensi \| \| \| \| \| \| Pachyrhachis problematicus \| \| \| \| |
|  |                                                                                      |
|  | Eupodophis descouensi                                                                |
|  |                                                                                      |
|  | Pachyrhachis problematicus                                                           |
|  |                                                                                      |

|  | Eupodophis descouensi      |
|  |                            |
|  | Pachyrhachis problematicus |
|  |                            |

|  | Tetrapodophis amplectus |
|  |                         |
|  | Coniophis precedens     |
|  |                         |

|  | Haasiophis terrasanctus                                                              |
|  |                                                                                      |
|  | \| \| Eupodophis descouensi \| \| \| \| \| \| Pachyrhachis problematicus \| \| \| \| |
|  |                                                                                      |
|  | Eupodophis descouensi                                                                |
|  |                                                                                      |
|  | Pachyrhachis problematicus                                                           |
|  |                                                                                      |

|  | Eupodophis descouensi      |
|  |                            |
|  | Pachyrhachis problematicus |
|  |                            |

|  | Haasiophis terrasanctus                                                              |
|  |                                                                                      |
|  | \| \| Eupodophis descouensi \| \| \| \| \| \| Pachyrhachis problematicus \| \| \| \| |
|  |                                                                                      |
|  | Eupodophis descouensi                                                                |
|  |                                                                                      |
|  | Pachyrhachis problematicus                                                           |
|  |                                                                                      |

|  | Eupodophis descouensi      |
|  |                            |
|  | Pachyrhachis problematicus |
|  |                            |

|  | Haasiophis terrasanctus                                                              |
|  |                                                                                      |
|  | \| \| Eupodophis descouensi \| \| \| \| \| \| Pachyrhachis problematicus \| \| \| \| |
|  |                                                                                      |
|  | Eupodophis descouensi                                                                |
|  |                                                                                      |
|  | Pachyrhachis problematicus                                                           |
|  |                                                                                      |

|  | Eupodophis descouensi      |
|  |                            |
|  | Pachyrhachis problematicus |
|  |                            |

|  | Haasiophis terrasanctus                                                              |
|  |                                                                                      |
|  | \| \| Eupodophis descouensi \| \| \| \| \| \| Pachyrhachis problematicus \| \| \| \| |
|  |                                                                                      |
|  | Eupodophis descouensi                                                                |
|  |                                                                                      |
|  | Pachyrhachis problematicus                                                           |
|  |                                                                                      |

|  | Eupodophis descouensi      |
|  |                            |
|  | Pachyrhachis problematicus |
|  |                            |

|  | Haasiophis terrasanctus                                                              |
|  |                                                                                      |
|  | \| \| Eupodophis descouensi \| \| \| \| \| \| Pachyrhachis problematicus \| \| \| \| |
|  |                                                                                      |
|  | Eupodophis descouensi                                                                |
|  |                                                                                      |
|  | Pachyrhachis problematicus                                                           |
|  |                                                                                      |

|  | Eupodophis descouensi      |
|  |                            |
|  | Pachyrhachis problematicus |
|  |                            |

|  | Haasiophis terrasanctus                                                              |
|  |                                                                                      |
|  | \| \| Eupodophis descouensi \| \| \| \| \| \| Pachyrhachis problematicus \| \| \| \| |
|  |                                                                                      |
|  | Eupodophis descouensi                                                                |
|  |                                                                                      |
|  | Pachyrhachis problematicus                                                           |
|  |                                                                                      |

|  | Eupodophis descouensi      |
|  |                            |
|  | Pachyrhachis problematicus |
|  |                            |

|  | Haasiophis terrasanctus                                                              |
|  |                                                                                      |
|  | \| \| Eupodophis descouensi \| \| \| \| \| \| Pachyrhachis problematicus \| \| \| \| |
|  |                                                                                      |
|  | Eupodophis descouensi                                                                |
|  |                                                                                      |
|  | Pachyrhachis problematicus                                                           |
|  |                                                                                      |

|  | Eupodophis descouensi      |
|  |                            |
|  | Pachyrhachis problematicus |
|  |                            |

|  | Haasiophis terrasanctus                                                              |
|  |                                                                                      |
|  | \| \| Eupodophis descouensi \| \| \| \| \| \| Pachyrhachis problematicus \| \| \| \| |
|  |                                                                                      |
|  | Eupodophis descouensi                                                                |
|  |                                                                                      |
|  | Pachyrhachis problematicus                                                           |
|  |                                                                                      |

|  | Eupodophis descouensi      |
|  |                            |
|  | Pachyrhachis problematicus |
|  |                            |

|  | Haasiophis terrasanctus                                                              |
|  |                                                                                      |
|  | \| \| Eupodophis descouensi \| \| \| \| \| \| Pachyrhachis problematicus \| \| \| \| |
|  |                                                                                      |
|  | Eupodophis descouensi                                                                |
|  |                                                                                      |
|  | Pachyrhachis problematicus                                                           |
|  |                                                                                      |

|  | Eupodophis descouensi      |
|  |                            |
|  | Pachyrhachis problematicus |
|  |                            |

|  | Haasiophis terrasanctus                                                              |
|  |                                                                                      |
|  | \| \| Eupodophis descouensi \| \| \| \| \| \| Pachyrhachis problematicus \| \| \| \| |
|  |                                                                                      |
|  | Eupodophis descouensi                                                                |
|  |                                                                                      |
|  | Pachyrhachis problematicus                                                           |
|  |                                                                                      |

|  | Eupodophis descouensi      |
|  |                            |
|  | Pachyrhachis problematicus |
|  |                            |

|  | Haasiophis terrasanctus                                                              |
|  |                                                                                      |
|  | \| \| Eupodophis descouensi \| \| \| \| \| \| Pachyrhachis problematicus \| \| \| \| |
|  |                                                                                      |
|  | Eupodophis descouensi                                                                |
|  |                                                                                      |
|  | Pachyrhachis problematicus                                                           |
|  |                                                                                      |

|  | Eupodophis descouensi      |
|  |                            |
|  | Pachyrhachis problematicus |
|  |                            |

|  | Haasiophis terrasanctus                                                              |
|  |                                                                                      |
|  | \| \| Eupodophis descouensi \| \| \| \| \| \| Pachyrhachis problematicus \| \| \| \| |
|  |                                                                                      |
|  | Eupodophis descouensi                                                                |
|  |                                                                                      |
|  | Pachyrhachis problematicus                                                           |
|  |                                                                                      |

|  | Eupodophis descouensi      |
|  |                            |
|  | Pachyrhachis problematicus |
|  |                            |

|  | Haasiophis terrasanctus                                                              |
|  |                                                                                      |
|  | \| \| Eupodophis descouensi \| \| \| \| \| \| Pachyrhachis problematicus \| \| \| \| |
|  |                                                                                      |
|  | Eupodophis descouensi                                                                |
|  |                                                                                      |
|  | Pachyrhachis problematicus                                                           |
|  |                                                                                      |

|  | Eupodophis descouensi      |
|  |                            |
|  | Pachyrhachis problematicus |
|  |                            |

|  | Haasiophis terrasanctus                                                              |
|  |                                                                                      |
|  | \| \| Eupodophis descouensi \| \| \| \| \| \| Pachyrhachis problematicus \| \| \| \| |
|  |                                                                                      |
|  | Eupodophis descouensi                                                                |
|  |                                                                                      |
|  | Pachyrhachis problematicus                                                           |
|  |                                                                                      |

|  | Eupodophis descouensi      |
|  |                            |
|  | Pachyrhachis problematicus |
|  |                            |

|  | Haasiophis terrasanctus                                                              |
|  |                                                                                      |
|  | \| \| Eupodophis descouensi \| \| \| \| \| \| Pachyrhachis problematicus \| \| \| \| |
|  |                                                                                      |
|  | Eupodophis descouensi                                                                |
|  |                                                                                      |
|  | Pachyrhachis problematicus                                                           |
|  |                                                                                      |

|  | Eupodophis descouensi      |
|  |                            |
|  | Pachyrhachis problematicus |
|  |                            |

|  | Haasiophis terrasanctus                                                              |
|  |                                                                                      |
|  | \| \| Eupodophis descouensi \| \| \| \| \| \| Pachyrhachis problematicus \| \| \| \| |
|  |                                                                                      |
|  | Eupodophis descouensi                                                                |
|  |                                                                                      |
|  | Pachyrhachis problematicus                                                           |
|  |                                                                                      |

|  | Eupodophis descouensi      |
|  |                            |
|  | Pachyrhachis problematicus |
|  |                            |

|  | Haasiophis terrasanctus                                                              |
|  |                                                                                      |
|  | \| \| Eupodophis descouensi \| \| \| \| \| \| Pachyrhachis problematicus \| \| \| \| |
|  |                                                                                      |
|  | Eupodophis descouensi                                                                |
|  |                                                                                      |
|  | Pachyrhachis problematicus                                                           |
|  |                                                                                      |

|  | Eupodophis descouensi      |
|  |                            |
|  | Pachyrhachis problematicus |
|  |                            |

|  | Haasiophis terrasanctus                                                              |
|  |                                                                                      |
|  | \| \| Eupodophis descouensi \| \| \| \| \| \| Pachyrhachis problematicus \| \| \| \| |
|  |                                                                                      |
|  | Eupodophis descouensi                                                                |
|  |                                                                                      |
|  | Pachyrhachis problematicus                                                           |
|  |                                                                                      |

|  | Eupodophis descouensi      |
|  |                            |
|  | Pachyrhachis problematicus |
|  |                            |

|  | Haasiophis terrasanctus                                                              |
|  |                                                                                      |
|  | \| \| Eupodophis descouensi \| \| \| \| \| \| Pachyrhachis problematicus \| \| \| \| |
|  |                                                                                      |
|  | Eupodophis descouensi                                                                |
|  |                                                                                      |
|  | Pachyrhachis problematicus                                                           |
|  |                                                                                      |

|  | Eupodophis descouensi      |
|  |                            |
|  | Pachyrhachis problematicus |
|  |                            |

|  | Haasiophis terrasanctus                                                              |
|  |                                                                                      |
|  | \| \| Eupodophis descouensi \| \| \| \| \| \| Pachyrhachis problematicus \| \| \| \| |
|  |                                                                                      |
|  | Eupodophis descouensi                                                                |
|  |                                                                                      |
|  | Pachyrhachis problematicus                                                           |
|  |                                                                                      |

|  | Eupodophis descouensi      |
|  |                            |
|  | Pachyrhachis problematicus |
|  |                            |

|  | Haasiophis terrasanctus                                                              |
|  |                                                                                      |
|  | \| \| Eupodophis descouensi \| \| \| \| \| \| Pachyrhachis problematicus \| \| \| \| |
|  |                                                                                      |
|  | Eupodophis descouensi                                                                |
|  |                                                                                      |
|  | Pachyrhachis problematicus                                                           |
|  |                                                                                      |

|  | Eupodophis descouensi      |
|  |                            |
|  | Pachyrhachis problematicus |
|  |                            |

|  | Haasiophis terrasanctus                                                              |
|  |                                                                                      |
|  | \| \| Eupodophis descouensi \| \| \| \| \| \| Pachyrhachis problematicus \| \| \| \| |
|  |                                                                                      |
|  | Eupodophis descouensi                                                                |
|  |                                                                                      |
|  | Pachyrhachis problematicus                                                           |
|  |                                                                                      |

|  | Eupodophis descouensi      |
|  |                            |
|  | Pachyrhachis problematicus |
|  |                            |

|  | Haasiophis terrasanctus                                                              |
|  |                                                                                      |
|  | \| \| Eupodophis descouensi \| \| \| \| \| \| Pachyrhachis problematicus \| \| \| \| |
|  |                                                                                      |
|  | Eupodophis descouensi                                                                |
|  |                                                                                      |
|  | Pachyrhachis problematicus                                                           |
|  |                                                                                      |

|  | Eupodophis descouensi      |
|  |                            |
|  | Pachyrhachis problematicus |
|  |                            |

|  | Haasiophis terrasanctus                                                              |
|  |                                                                                      |
|  | \| \| Eupodophis descouensi \| \| \| \| \| \| Pachyrhachis problematicus \| \| \| \| |
|  |                                                                                      |
|  | Eupodophis descouensi                                                                |
|  |                                                                                      |
|  | Pachyrhachis problematicus                                                           |
|  |                                                                                      |

|  | Eupodophis descouensi      |
|  |                            |
|  | Pachyrhachis problematicus |
|  |                            |

|  | Haasiophis terrasanctus                                                              |
|  |                                                                                      |
|  | \| \| Eupodophis descouensi \| \| \| \| \| \| Pachyrhachis problematicus \| \| \| \| |
|  |                                                                                      |
|  | Eupodophis descouensi                                                                |
|  |                                                                                      |
|  | Pachyrhachis problematicus                                                           |
|  |                                                                                      |

|  | Eupodophis descouensi      |
|  |                            |
|  | Pachyrhachis problematicus |
|  |                            |

|  | Haasiophis terrasanctus                                                              |
|  |                                                                                      |
|  | \| \| Eupodophis descouensi \| \| \| \| \| \| Pachyrhachis problematicus \| \| \| \| |
|  |                                                                                      |
|  | Eupodophis descouensi                                                                |
|  |                                                                                      |
|  | Pachyrhachis problematicus                                                           |
|  |                                                                                      |

|  | Eupodophis descouensi      |
|  |                            |
|  | Pachyrhachis problematicus |
|  |                            |

|  | Haasiophis terrasanctus                                                              |
|  |                                                                                      |
|  | \| \| Eupodophis descouensi \| \| \| \| \| \| Pachyrhachis problematicus \| \| \| \| |
|  |                                                                                      |
|  | Eupodophis descouensi                                                                |
|  |                                                                                      |
|  | Pachyrhachis problematicus                                                           |
|  |                                                                                      |

|  | Eupodophis descouensi      |
|  |                            |
|  | Pachyrhachis problematicus |
|  |                            |

|  | Haasiophis terrasanctus                                                              |
|  |                                                                                      |
|  | \| \| Eupodophis descouensi \| \| \| \| \| \| Pachyrhachis problematicus \| \| \| \| |
|  |                                                                                      |
|  | Eupodophis descouensi                                                                |
|  |                                                                                      |
|  | Pachyrhachis problematicus                                                           |
|  |                                                                                      |

|  | Eupodophis descouensi      |
|  |                            |
|  | Pachyrhachis problematicus |
|  |                            |

|  | Haasiophis terrasanctus                                                              |
|  |                                                                                      |
|  | \| \| Eupodophis descouensi \| \| \| \| \| \| Pachyrhachis problematicus \| \| \| \| |
|  |                                                                                      |
|  | Eupodophis descouensi                                                                |
|  |                                                                                      |
|  | Pachyrhachis problematicus                                                           |
|  |                                                                                      |

|  | Eupodophis descouensi      |
|  |                            |
|  | Pachyrhachis problematicus |
|  |                            |

|  | Haasiophis terrasanctus                                                              |
|  |                                                                                      |
|  | \| \| Eupodophis descouensi \| \| \| \| \| \| Pachyrhachis problematicus \| \| \| \| |
|  |                                                                                      |
|  | Eupodophis descouensi                                                                |
|  |                                                                                      |
|  | Pachyrhachis problematicus                                                           |
|  |                                                                                      |

|  | Eupodophis descouensi      |
|  |                            |
|  | Pachyrhachis problematicus |
|  |                            |

|  | Haasiophis terrasanctus                                                              |
|  |                                                                                      |
|  | \| \| Eupodophis descouensi \| \| \| \| \| \| Pachyrhachis problematicus \| \| \| \| |
|  |                                                                                      |
|  | Eupodophis descouensi                                                                |
|  |                                                                                      |
|  | Pachyrhachis problematicus                                                           |
|  |                                                                                      |

|  | Eupodophis descouensi      |
|  |                            |
|  | Pachyrhachis problematicus |
|  |                            |

|  | Haasiophis terrasanctus                                                              |
|  |                                                                                      |
|  | \| \| Eupodophis descouensi \| \| \| \| \| \| Pachyrhachis problematicus \| \| \| \| |
|  |                                                                                      |
|  | Eupodophis descouensi                                                                |
|  |                                                                                      |
|  | Pachyrhachis problematicus                                                           |
|  |                                                                                      |

|  | Eupodophis descouensi      |
|  |                            |
|  | Pachyrhachis problematicus |
|  |                            |

|  | Tetrapodophis amplectus |
|  |                         |
|  | Coniophis precedens     |
|  |                         |

|  | Haasiophis terrasanctus                                                              |
|  |                                                                                      |
|  | \| \| Eupodophis descouensi \| \| \| \| \| \| Pachyrhachis problematicus \| \| \| \| |
|  |                                                                                      |
|  | Eupodophis descouensi                                                                |
|  |                                                                                      |
|  | Pachyrhachis problematicus                                                           |
|  |                                                                                      |

|  | Eupodophis descouensi      |
|  |                            |
|  | Pachyrhachis problematicus |
|  |                            |

|  | Haasiophis terrasanctus                                                              |
|  |                                                                                      |
|  | \| \| Eupodophis descouensi \| \| \| \| \| \| Pachyrhachis problematicus \| \| \| \| |
|  |                                                                                      |
|  | Eupodophis descouensi                                                                |
|  |                                                                                      |
|  | Pachyrhachis problematicus                                                           |
|  |                                                                                      |

|  | Eupodophis descouensi      |
|  |                            |
|  | Pachyrhachis problematicus |
|  |                            |

|  | Haasiophis terrasanctus                                                              |
|  |                                                                                      |
|  | \| \| Eupodophis descouensi \| \| \| \| \| \| Pachyrhachis problematicus \| \| \| \| |
|  |                                                                                      |
|  | Eupodophis descouensi                                                                |
|  |                                                                                      |
|  | Pachyrhachis problematicus                                                           |
|  |                                                                                      |

|  | Eupodophis descouensi      |
|  |                            |
|  | Pachyrhachis problematicus |
|  |                            |

|  | Haasiophis terrasanctus                                                              |
|  |                                                                                      |
|  | \| \| Eupodophis descouensi \| \| \| \| \| \| Pachyrhachis problematicus \| \| \| \| |
|  |                                                                                      |
|  | Eupodophis descouensi                                                                |
|  |                                                                                      |
|  | Pachyrhachis problematicus                                                           |
|  |                                                                                      |

|  | Eupodophis descouensi      |
|  |                            |
|  | Pachyrhachis problematicus |
|  |                            |

|  | Haasiophis terrasanctus                                                              |
|  |                                                                                      |
|  | \| \| Eupodophis descouensi \| \| \| \| \| \| Pachyrhachis problematicus \| \| \| \| |
|  |                                                                                      |
|  | Eupodophis descouensi                                                                |
|  |                                                                                      |
|  | Pachyrhachis problematicus                                                           |
|  |                                                                                      |

|  | Eupodophis descouensi      |
|  |                            |
|  | Pachyrhachis problematicus |
|  |                            |

|  | Haasiophis terrasanctus                                                              |
|  |                                                                                      |
|  | \| \| Eupodophis descouensi \| \| \| \| \| \| Pachyrhachis problematicus \| \| \| \| |
|  |                                                                                      |
|  | Eupodophis descouensi                                                                |
|  |                                                                                      |
|  | Pachyrhachis problematicus                                                           |
|  |                                                                                      |

|  | Eupodophis descouensi      |
|  |                            |
|  | Pachyrhachis problematicus |
|  |                            |

|  | Haasiophis terrasanctus                                                              |
|  |                                                                                      |
|  | \| \| Eupodophis descouensi \| \| \| \| \| \| Pachyrhachis problematicus \| \| \| \| |
|  |                                                                                      |
|  | Eupodophis descouensi                                                                |
|  |                                                                                      |
|  | Pachyrhachis problematicus                                                           |
|  |                                                                                      |

|  | Eupodophis descouensi      |
|  |                            |
|  | Pachyrhachis problematicus |
|  |                            |

|  | Haasiophis terrasanctus                                                              |
|  |                                                                                      |
|  | \| \| Eupodophis descouensi \| \| \| \| \| \| Pachyrhachis problematicus \| \| \| \| |
|  |                                                                                      |
|  | Eupodophis descouensi                                                                |
|  |                                                                                      |
|  | Pachyrhachis problematicus                                                           |
|  |                                                                                      |

|  | Eupodophis descouensi      |
|  |                            |
|  | Pachyrhachis problematicus |
|  |                            |

|  | Haasiophis terrasanctus                                                              |
|  |                                                                                      |
|  | \| \| Eupodophis descouensi \| \| \| \| \| \| Pachyrhachis problematicus \| \| \| \| |
|  |                                                                                      |
|  | Eupodophis descouensi                                                                |
|  |                                                                                      |
|  | Pachyrhachis problematicus                                                           |
|  |                                                                                      |

|  | Eupodophis descouensi      |
|  |                            |
|  | Pachyrhachis problematicus |
|  |                            |

|  | Haasiophis terrasanctus                                                              |
|  |                                                                                      |
|  | \| \| Eupodophis descouensi \| \| \| \| \| \| Pachyrhachis problematicus \| \| \| \| |
|  |                                                                                      |
|  | Eupodophis descouensi                                                                |
|  |                                                                                      |
|  | Pachyrhachis problematicus                                                           |
|  |                                                                                      |

|  | Eupodophis descouensi      |
|  |                            |
|  | Pachyrhachis problematicus |
|  |                            |

|  | Haasiophis terrasanctus                                                              |
|  |                                                                                      |
|  | \| \| Eupodophis descouensi \| \| \| \| \| \| Pachyrhachis problematicus \| \| \| \| |
|  |                                                                                      |
|  | Eupodophis descouensi                                                                |
|  |                                                                                      |
|  | Pachyrhachis problematicus                                                           |
|  |                                                                                      |

|  | Eupodophis descouensi      |
|  |                            |
|  | Pachyrhachis problematicus |
|  |                            |

|  | Haasiophis terrasanctus                                                              |
|  |                                                                                      |
|  | \| \| Eupodophis descouensi \| \| \| \| \| \| Pachyrhachis problematicus \| \| \| \| |
|  |                                                                                      |
|  | Eupodophis descouensi                                                                |
|  |                                                                                      |
|  | Pachyrhachis problematicus                                                           |
|  |                                                                                      |

|  | Eupodophis descouensi      |
|  |                            |
|  | Pachyrhachis problematicus |
|  |                            |

|  | Haasiophis terrasanctus                                                              |
|  |                                                                                      |
|  | \| \| Eupodophis descouensi \| \| \| \| \| \| Pachyrhachis problematicus \| \| \| \| |
|  |                                                                                      |
|  | Eupodophis descouensi                                                                |
|  |                                                                                      |
|  | Pachyrhachis problematicus                                                           |
|  |                                                                                      |

|  | Eupodophis descouensi      |
|  |                            |
|  | Pachyrhachis problematicus |
|  |                            |

|  | Haasiophis terrasanctus                                                              |
|  |                                                                                      |
|  | \| \| Eupodophis descouensi \| \| \| \| \| \| Pachyrhachis problematicus \| \| \| \| |
|  |                                                                                      |
|  | Eupodophis descouensi                                                                |
|  |                                                                                      |
|  | Pachyrhachis problematicus                                                           |
|  |                                                                                      |

|  | Eupodophis descouensi      |
|  |                            |
|  | Pachyrhachis problematicus |
|  |                            |

|  | Haasiophis terrasanctus                                                              |
|  |                                                                                      |
|  | \| \| Eupodophis descouensi \| \| \| \| \| \| Pachyrhachis problematicus \| \| \| \| |
|  |                                                                                      |
|  | Eupodophis descouensi                                                                |
|  |                                                                                      |
|  | Pachyrhachis problematicus                                                           |
|  |                                                                                      |

|  | Eupodophis descouensi      |
|  |                            |
|  | Pachyrhachis problematicus |
|  |                            |

|  | Haasiophis terrasanctus                                                              |
|  |                                                                                      |
|  | \| \| Eupodophis descouensi \| \| \| \| \| \| Pachyrhachis problematicus \| \| \| \| |
|  |                                                                                      |
|  | Eupodophis descouensi                                                                |
|  |                                                                                      |
|  | Pachyrhachis problematicus                                                           |
|  |                                                                                      |

|  | Eupodophis descouensi      |
|  |                            |
|  | Pachyrhachis problematicus |
|  |                            |

|  | Haasiophis terrasanctus                                                              |
|  |                                                                                      |
|  | \| \| Eupodophis descouensi \| \| \| \| \| \| Pachyrhachis problematicus \| \| \| \| |
|  |                                                                                      |
|  | Eupodophis descouensi                                                                |
|  |                                                                                      |
|  | Pachyrhachis problematicus                                                           |
|  |                                                                                      |

|  | Eupodophis descouensi      |
|  |                            |
|  | Pachyrhachis problematicus |
|  |                            |

|  | Haasiophis terrasanctus                                                              |
|  |                                                                                      |
|  | \| \| Eupodophis descouensi \| \| \| \| \| \| Pachyrhachis problematicus \| \| \| \| |
|  |                                                                                      |
|  | Eupodophis descouensi                                                                |
|  |                                                                                      |
|  | Pachyrhachis problematicus                                                           |
|  |                                                                                      |

|  | Eupodophis descouensi      |
|  |                            |
|  | Pachyrhachis problematicus |
|  |                            |

|  | Haasiophis terrasanctus                                                              |
|  |                                                                                      |
|  | \| \| Eupodophis descouensi \| \| \| \| \| \| Pachyrhachis problematicus \| \| \| \| |
|  |                                                                                      |
|  | Eupodophis descouensi                                                                |
|  |                                                                                      |
|  | Pachyrhachis problematicus                                                           |
|  |                                                                                      |

|  | Eupodophis descouensi      |
|  |                            |
|  | Pachyrhachis problematicus |
|  |                            |

|  | Haasiophis terrasanctus                                                              |
|  |                                                                                      |
|  | \| \| Eupodophis descouensi \| \| \| \| \| \| Pachyrhachis problematicus \| \| \| \| |
|  |                                                                                      |
|  | Eupodophis descouensi                                                                |
|  |                                                                                      |
|  | Pachyrhachis problematicus                                                           |
|  |                                                                                      |

|  | Eupodophis descouensi      |
|  |                            |
|  | Pachyrhachis problematicus |
|  |                            |

|  | Haasiophis terrasanctus                                                              |
|  |                                                                                      |
|  | \| \| Eupodophis descouensi \| \| \| \| \| \| Pachyrhachis problematicus \| \| \| \| |
|  |                                                                                      |
|  | Eupodophis descouensi                                                                |
|  |                                                                                      |
|  | Pachyrhachis problematicus                                                           |
|  |                                                                                      |

|  | Eupodophis descouensi      |
|  |                            |
|  | Pachyrhachis problematicus |
|  |                            |

|  | Haasiophis terrasanctus                                                              |
|  |                                                                                      |
|  | \| \| Eupodophis descouensi \| \| \| \| \| \| Pachyrhachis problematicus \| \| \| \| |
|  |                                                                                      |
|  | Eupodophis descouensi                                                                |
|  |                                                                                      |
|  | Pachyrhachis problematicus                                                           |
|  |                                                                                      |

|  | Eupodophis descouensi      |
|  |                            |
|  | Pachyrhachis problematicus |
|  |                            |

|  | Haasiophis terrasanctus                                                              |
|  |                                                                                      |
|  | \| \| Eupodophis descouensi \| \| \| \| \| \| Pachyrhachis problematicus \| \| \| \| |
|  |                                                                                      |
|  | Eupodophis descouensi                                                                |
|  |                                                                                      |
|  | Pachyrhachis problematicus                                                           |
|  |                                                                                      |

|  | Eupodophis descouensi      |
|  |                            |
|  | Pachyrhachis problematicus |
|  |                            |

|  | Haasiophis terrasanctus                                                              |
|  |                                                                                      |
|  | \| \| Eupodophis descouensi \| \| \| \| \| \| Pachyrhachis problematicus \| \| \| \| |
|  |                                                                                      |
|  | Eupodophis descouensi                                                                |
|  |                                                                                      |
|  | Pachyrhachis problematicus                                                           |
|  |                                                                                      |

|  | Eupodophis descouensi      |
|  |                            |
|  | Pachyrhachis problematicus |
|  |                            |

|  | Haasiophis terrasanctus                                                              |
|  |                                                                                      |
|  | \| \| Eupodophis descouensi \| \| \| \| \| \| Pachyrhachis problematicus \| \| \| \| |
|  |                                                                                      |
|  | Eupodophis descouensi                                                                |
|  |                                                                                      |
|  | Pachyrhachis problematicus                                                           |
|  |                                                                                      |

|  | Eupodophis descouensi      |
|  |                            |
|  | Pachyrhachis problematicus |
|  |                            |

|  | Haasiophis terrasanctus                                                              |
|  |                                                                                      |
|  | \| \| Eupodophis descouensi \| \| \| \| \| \| Pachyrhachis problematicus \| \| \| \| |
|  |                                                                                      |
|  | Eupodophis descouensi                                                                |
|  |                                                                                      |
|  | Pachyrhachis problematicus                                                           |
|  |                                                                                      |

|  | Eupodophis descouensi      |
|  |                            |
|  | Pachyrhachis problematicus |
|  |                            |

|  | Haasiophis terrasanctus                                                              |
|  |                                                                                      |
|  | \| \| Eupodophis descouensi \| \| \| \| \| \| Pachyrhachis problematicus \| \| \| \| |
|  |                                                                                      |
|  | Eupodophis descouensi                                                                |
|  |                                                                                      |
|  | Pachyrhachis problematicus                                                           |
|  |                                                                                      |

|  | Eupodophis descouensi      |
|  |                            |
|  | Pachyrhachis problematicus |
|  |                            |

|  | Haasiophis terrasanctus                                                              |
|  |                                                                                      |
|  | \| \| Eupodophis descouensi \| \| \| \| \| \| Pachyrhachis problematicus \| \| \| \| |
|  |                                                                                      |
|  | Eupodophis descouensi                                                                |
|  |                                                                                      |
|  | Pachyrhachis problematicus                                                           |
|  |                                                                                      |

|  | Eupodophis descouensi      |
|  |                            |
|  | Pachyrhachis problematicus |
|  |                            |

|  | Haasiophis terrasanctus                                                              |
|  |                                                                                      |
|  | \| \| Eupodophis descouensi \| \| \| \| \| \| Pachyrhachis problematicus \| \| \| \| |
|  |                                                                                      |
|  | Eupodophis descouensi                                                                |
|  |                                                                                      |
|  | Pachyrhachis problematicus                                                           |
|  |                                                                                      |

|  | Eupodophis descouensi      |
|  |                            |
|  | Pachyrhachis problematicus |
|  |                            |

|  | Haasiophis terrasanctus                                                              |
|  |                                                                                      |
|  | \| \| Eupodophis descouensi \| \| \| \| \| \| Pachyrhachis problematicus \| \| \| \| |
|  |                                                                                      |
|  | Eupodophis descouensi                                                                |
|  |                                                                                      |
|  | Pachyrhachis problematicus                                                           |
|  |                                                                                      |

|  | Eupodophis descouensi      |
|  |                            |
|  | Pachyrhachis problematicus |
|  |                            |

|  | Haasiophis terrasanctus                                                              |
|  |                                                                                      |
|  | \| \| Eupodophis descouensi \| \| \| \| \| \| Pachyrhachis problematicus \| \| \| \| |
|  |                                                                                      |
|  | Eupodophis descouensi                                                                |
|  |                                                                                      |
|  | Pachyrhachis problematicus                                                           |
|  |                                                                                      |

|  | Eupodophis descouensi      |
|  |                            |
|  | Pachyrhachis problematicus |
|  |                            |

|  | Haasiophis terrasanctus                                                              |
|  |                                                                                      |
|  | \| \| Eupodophis descouensi \| \| \| \| \| \| Pachyrhachis problematicus \| \| \| \| |
|  |                                                                                      |
|  | Eupodophis descouensi                                                                |
|  |                                                                                      |
|  | Pachyrhachis problematicus                                                           |
|  |                                                                                      |

|  | Eupodophis descouensi      |
|  |                            |
|  | Pachyrhachis problematicus |
|  |                            |

|  | Tetrapodophis amplectus |
|  |                         |
|  | Coniophis precedens     |
|  |                         |

|  | Haasiophis terrasanctus                                                              |
|  |                                                                                      |
|  | \| \| Eupodophis descouensi \| \| \| \| \| \| Pachyrhachis problematicus \| \| \| \| |
|  |                                                                                      |
|  | Eupodophis descouensi                                                                |
|  |                                                                                      |
|  | Pachyrhachis problematicus                                                           |
|  |                                                                                      |

|  | Eupodophis descouensi      |
|  |                            |
|  | Pachyrhachis problematicus |
|  |                            |

|  | Haasiophis terrasanctus                                                              |
|  |                                                                                      |
|  | \| \| Eupodophis descouensi \| \| \| \| \| \| Pachyrhachis problematicus \| \| \| \| |
|  |                                                                                      |
|  | Eupodophis descouensi                                                                |
|  |                                                                                      |
|  | Pachyrhachis problematicus                                                           |
|  |                                                                                      |

|  | Eupodophis descouensi      |
|  |                            |
|  | Pachyrhachis problematicus |
|  |                            |

|  | Haasiophis terrasanctus                                                              |
|  |                                                                                      |
|  | \| \| Eupodophis descouensi \| \| \| \| \| \| Pachyrhachis problematicus \| \| \| \| |
|  |                                                                                      |
|  | Eupodophis descouensi                                                                |
|  |                                                                                      |
|  | Pachyrhachis problematicus                                                           |
|  |                                                                                      |

|  | Eupodophis descouensi      |
|  |                            |
|  | Pachyrhachis problematicus |
|  |                            |

|  | Haasiophis terrasanctus                                                              |
|  |                                                                                      |
|  | \| \| Eupodophis descouensi \| \| \| \| \| \| Pachyrhachis problematicus \| \| \| \| |
|  |                                                                                      |
|  | Eupodophis descouensi                                                                |
|  |                                                                                      |
|  | Pachyrhachis problematicus                                                           |
|  |                                                                                      |

|  | Eupodophis descouensi      |
|  |                            |
|  | Pachyrhachis problematicus |
|  |                            |

|  | Haasiophis terrasanctus                                                              |
|  |                                                                                      |
|  | \| \| Eupodophis descouensi \| \| \| \| \| \| Pachyrhachis problematicus \| \| \| \| |
|  |                                                                                      |
|  | Eupodophis descouensi                                                                |
|  |                                                                                      |
|  | Pachyrhachis problematicus                                                           |
|  |                                                                                      |

|  | Eupodophis descouensi      |
|  |                            |
|  | Pachyrhachis problematicus |
|  |                            |

|  | Haasiophis terrasanctus                                                              |
|  |                                                                                      |
|  | \| \| Eupodophis descouensi \| \| \| \| \| \| Pachyrhachis problematicus \| \| \| \| |
|  |                                                                                      |
|  | Eupodophis descouensi                                                                |
|  |                                                                                      |
|  | Pachyrhachis problematicus                                                           |
|  |                                                                                      |

|  | Eupodophis descouensi      |
|  |                            |
|  | Pachyrhachis problematicus |
|  |                            |

|  | Haasiophis terrasanctus                                                              |
|  |                                                                                      |
|  | \| \| Eupodophis descouensi \| \| \| \| \| \| Pachyrhachis problematicus \| \| \| \| |
|  |                                                                                      |
|  | Eupodophis descouensi                                                                |
|  |                                                                                      |
|  | Pachyrhachis problematicus                                                           |
|  |                                                                                      |

|  | Eupodophis descouensi      |
|  |                            |
|  | Pachyrhachis problematicus |
|  |                            |

|  | Haasiophis terrasanctus                                                              |
|  |                                                                                      |
|  | \| \| Eupodophis descouensi \| \| \| \| \| \| Pachyrhachis problematicus \| \| \| \| |
|  |                                                                                      |
|  | Eupodophis descouensi                                                                |
|  |                                                                                      |
|  | Pachyrhachis problematicus                                                           |
|  |                                                                                      |

|  | Eupodophis descouensi      |
|  |                            |
|  | Pachyrhachis problematicus |
|  |                            |

|  | Haasiophis terrasanctus                                                              |
|  |                                                                                      |
|  | \| \| Eupodophis descouensi \| \| \| \| \| \| Pachyrhachis problematicus \| \| \| \| |
|  |                                                                                      |
|  | Eupodophis descouensi                                                                |
|  |                                                                                      |
|  | Pachyrhachis problematicus                                                           |
|  |                                                                                      |

|  | Eupodophis descouensi      |
|  |                            |
|  | Pachyrhachis problematicus |
|  |                            |

|  | Haasiophis terrasanctus                                                              |
|  |                                                                                      |
|  | \| \| Eupodophis descouensi \| \| \| \| \| \| Pachyrhachis problematicus \| \| \| \| |
|  |                                                                                      |
|  | Eupodophis descouensi                                                                |
|  |                                                                                      |
|  | Pachyrhachis problematicus                                                           |
|  |                                                                                      |

|  | Eupodophis descouensi      |
|  |                            |
|  | Pachyrhachis problematicus |
|  |                            |

|  | Haasiophis terrasanctus                                                              |
|  |                                                                                      |
|  | \| \| Eupodophis descouensi \| \| \| \| \| \| Pachyrhachis problematicus \| \| \| \| |
|  |                                                                                      |
|  | Eupodophis descouensi                                                                |
|  |                                                                                      |
|  | Pachyrhachis problematicus                                                           |
|  |                                                                                      |

|  | Eupodophis descouensi      |
|  |                            |
|  | Pachyrhachis problematicus |
|  |                            |

|  | Haasiophis terrasanctus                                                              |
|  |                                                                                      |
|  | \| \| Eupodophis descouensi \| \| \| \| \| \| Pachyrhachis problematicus \| \| \| \| |
|  |                                                                                      |
|  | Eupodophis descouensi                                                                |
|  |                                                                                      |
|  | Pachyrhachis problematicus                                                           |
|  |                                                                                      |

|  | Eupodophis descouensi      |
|  |                            |
|  | Pachyrhachis problematicus |
|  |                            |

|  | Haasiophis terrasanctus                                                              |
|  |                                                                                      |
|  | \| \| Eupodophis descouensi \| \| \| \| \| \| Pachyrhachis problematicus \| \| \| \| |
|  |                                                                                      |
|  | Eupodophis descouensi                                                                |
|  |                                                                                      |
|  | Pachyrhachis problematicus                                                           |
|  |                                                                                      |

|  | Eupodophis descouensi      |
|  |                            |
|  | Pachyrhachis problematicus |
|  |                            |

|  | Haasiophis terrasanctus                                                              |
|  |                                                                                      |
|  | \| \| Eupodophis descouensi \| \| \| \| \| \| Pachyrhachis problematicus \| \| \| \| |
|  |                                                                                      |
|  | Eupodophis descouensi                                                                |
|  |                                                                                      |
|  | Pachyrhachis problematicus                                                           |
|  |                                                                                      |

|  | Eupodophis descouensi      |
|  |                            |
|  | Pachyrhachis problematicus |
|  |                            |

|  | Haasiophis terrasanctus                                                              |
|  |                                                                                      |
|  | \| \| Eupodophis descouensi \| \| \| \| \| \| Pachyrhachis problematicus \| \| \| \| |
|  |                                                                                      |
|  | Eupodophis descouensi                                                                |
|  |                                                                                      |
|  | Pachyrhachis problematicus                                                           |
|  |                                                                                      |

|  | Eupodophis descouensi      |
|  |                            |
|  | Pachyrhachis problematicus |
|  |                            |

|  | Haasiophis terrasanctus                                                              |
|  |                                                                                      |
|  | \| \| Eupodophis descouensi \| \| \| \| \| \| Pachyrhachis problematicus \| \| \| \| |
|  |                                                                                      |
|  | Eupodophis descouensi                                                                |
|  |                                                                                      |
|  | Pachyrhachis problematicus                                                           |
|  |                                                                                      |

|  | Eupodophis descouensi      |
|  |                            |
|  | Pachyrhachis problematicus |
|  |                            |

|  | Haasiophis terrasanctus                                                              |
|  |                                                                                      |
|  | \| \| Eupodophis descouensi \| \| \| \| \| \| Pachyrhachis problematicus \| \| \| \| |
|  |                                                                                      |
|  | Eupodophis descouensi                                                                |
|  |                                                                                      |
|  | Pachyrhachis problematicus                                                           |
|  |                                                                                      |

|  | Eupodophis descouensi      |
|  |                            |
|  | Pachyrhachis problematicus |
|  |                            |

|  | Haasiophis terrasanctus                                                              |
|  |                                                                                      |
|  | \| \| Eupodophis descouensi \| \| \| \| \| \| Pachyrhachis problematicus \| \| \| \| |
|  |                                                                                      |
|  | Eupodophis descouensi                                                                |
|  |                                                                                      |
|  | Pachyrhachis problematicus                                                           |
|  |                                                                                      |

|  | Eupodophis descouensi      |
|  |                            |
|  | Pachyrhachis problematicus |
|  |                            |

|  | Haasiophis terrasanctus                                                              |
|  |                                                                                      |
|  | \| \| Eupodophis descouensi \| \| \| \| \| \| Pachyrhachis problematicus \| \| \| \| |
|  |                                                                                      |
|  | Eupodophis descouensi                                                                |
|  |                                                                                      |
|  | Pachyrhachis problematicus                                                           |
|  |                                                                                      |

|  | Eupodophis descouensi      |
|  |                            |
|  | Pachyrhachis problematicus |
|  |                            |

|  | Haasiophis terrasanctus                                                              |
|  |                                                                                      |
|  | \| \| Eupodophis descouensi \| \| \| \| \| \| Pachyrhachis problematicus \| \| \| \| |
|  |                                                                                      |
|  | Eupodophis descouensi                                                                |
|  |                                                                                      |
|  | Pachyrhachis problematicus                                                           |
|  |                                                                                      |

|  | Eupodophis descouensi      |
|  |                            |
|  | Pachyrhachis problematicus |
|  |                            |

|  | Haasiophis terrasanctus                                                              |
|  |                                                                                      |
|  | \| \| Eupodophis descouensi \| \| \| \| \| \| Pachyrhachis problematicus \| \| \| \| |
|  |                                                                                      |
|  | Eupodophis descouensi                                                                |
|  |                                                                                      |
|  | Pachyrhachis problematicus                                                           |
|  |                                                                                      |

|  | Eupodophis descouensi      |
|  |                            |
|  | Pachyrhachis problematicus |
|  |                            |

|  | Haasiophis terrasanctus                                                              |
|  |                                                                                      |
|  | \| \| Eupodophis descouensi \| \| \| \| \| \| Pachyrhachis problematicus \| \| \| \| |
|  |                                                                                      |
|  | Eupodophis descouensi                                                                |
|  |                                                                                      |
|  | Pachyrhachis problematicus                                                           |
|  |                                                                                      |

|  | Eupodophis descouensi      |
|  |                            |
|  | Pachyrhachis problematicus |
|  |                            |

|  | Haasiophis terrasanctus                                                              |
|  |                                                                                      |
|  | \| \| Eupodophis descouensi \| \| \| \| \| \| Pachyrhachis problematicus \| \| \| \| |
|  |                                                                                      |
|  | Eupodophis descouensi                                                                |
|  |                                                                                      |
|  | Pachyrhachis problematicus                                                           |
|  |                                                                                      |

|  | Eupodophis descouensi      |
|  |                            |
|  | Pachyrhachis problematicus |
|  |                            |

|  | Haasiophis terrasanctus                                                              |
|  |                                                                                      |
|  | \| \| Eupodophis descouensi \| \| \| \| \| \| Pachyrhachis problematicus \| \| \| \| |
|  |                                                                                      |
|  | Eupodophis descouensi                                                                |
|  |                                                                                      |
|  | Pachyrhachis problematicus                                                           |
|  |                                                                                      |

|  | Eupodophis descouensi      |
|  |                            |
|  | Pachyrhachis problematicus |
|  |                            |

|  | Haasiophis terrasanctus                                                              |
|  |                                                                                      |
|  | \| \| Eupodophis descouensi \| \| \| \| \| \| Pachyrhachis problematicus \| \| \| \| |
|  |                                                                                      |
|  | Eupodophis descouensi                                                                |
|  |                                                                                      |
|  | Pachyrhachis problematicus                                                           |
|  |                                                                                      |

|  | Eupodophis descouensi      |
|  |                            |
|  | Pachyrhachis problematicus |
|  |                            |

|  | Haasiophis terrasanctus                                                              |
|  |                                                                                      |
|  | \| \| Eupodophis descouensi \| \| \| \| \| \| Pachyrhachis problematicus \| \| \| \| |
|  |                                                                                      |
|  | Eupodophis descouensi                                                                |
|  |                                                                                      |
|  | Pachyrhachis problematicus                                                           |
|  |                                                                                      |

|  | Eupodophis descouensi      |
|  |                            |
|  | Pachyrhachis problematicus |
|  |                            |

|  | Haasiophis terrasanctus                                                              |
|  |                                                                                      |
|  | \| \| Eupodophis descouensi \| \| \| \| \| \| Pachyrhachis problematicus \| \| \| \| |
|  |                                                                                      |
|  | Eupodophis descouensi                                                                |
|  |                                                                                      |
|  | Pachyrhachis problematicus                                                           |
|  |                                                                                      |

|  | Eupodophis descouensi      |
|  |                            |
|  | Pachyrhachis problematicus |
|  |                            |

|  | Haasiophis terrasanctus                                                              |
|  |                                                                                      |
|  | \| \| Eupodophis descouensi \| \| \| \| \| \| Pachyrhachis problematicus \| \| \| \| |
|  |                                                                                      |
|  | Eupodophis descouensi                                                                |
|  |                                                                                      |
|  | Pachyrhachis problematicus                                                           |
|  |                                                                                      |

|  | Eupodophis descouensi      |
|  |                            |
|  | Pachyrhachis problematicus |
|  |                            |

|  | Haasiophis terrasanctus                                                              |
|  |                                                                                      |
|  | \| \| Eupodophis descouensi \| \| \| \| \| \| Pachyrhachis problematicus \| \| \| \| |
|  |                                                                                      |
|  | Eupodophis descouensi                                                                |
|  |                                                                                      |
|  | Pachyrhachis problematicus                                                           |
|  |                                                                                      |

|  | Eupodophis descouensi      |
|  |                            |
|  | Pachyrhachis problematicus |
|  |                            |

|  | Haasiophis terrasanctus                                                              |
|  |                                                                                      |
|  | \| \| Eupodophis descouensi \| \| \| \| \| \| Pachyrhachis problematicus \| \| \| \| |
|  |                                                                                      |
|  | Eupodophis descouensi                                                                |
|  |                                                                                      |
|  | Pachyrhachis problematicus                                                           |
|  |                                                                                      |

|  | Eupodophis descouensi      |
|  |                            |
|  | Pachyrhachis problematicus |
|  |                            |

|  | Haasiophis terrasanctus                                                              |
|  |                                                                                      |
|  | \| \| Eupodophis descouensi \| \| \| \| \| \| Pachyrhachis problematicus \| \| \| \| |
|  |                                                                                      |
|  | Eupodophis descouensi                                                                |
|  |                                                                                      |
|  | Pachyrhachis problematicus                                                           |
|  |                                                                                      |

|  | Eupodophis descouensi      |
|  |                            |
|  | Pachyrhachis problematicus |
|  |                            |

|  | Haasiophis terrasanctus                                                              |
|  |                                                                                      |
|  | \| \| Eupodophis descouensi \| \| \| \| \| \| Pachyrhachis problematicus \| \| \| \| |
|  |                                                                                      |
|  | Eupodophis descouensi                                                                |
|  |                                                                                      |
|  | Pachyrhachis problematicus                                                           |
|  |                                                                                      |

|  | Eupodophis descouensi      |
|  |                            |
|  | Pachyrhachis problematicus |
|  |                            |